# (26682) Evanfletcher
(26682) Evanfletcher est un astéroïde de la ceinture principale.

## Description
(26682) Evanfletcher est un astéroïde de la ceinture principale. Il fut découvert le 19 mars 2001 à Socorro (Nouveau-Mexique) par le projet LINEAR. Il présente une orbite caractérisée par un demi-grand axe de 2,42 UA, une excentricité de 0,18 et une inclinaison de 3,1° par rapport à l'écliptique.

## Compléments